# 梅尔盖什
梅尔盖什，是匈牙利杰尔-莫雄-肖普朗州所辖的一个村。总面积6.51平方公里，总人口84，人口密度12.9人/平方公里（2011年1月1日）。